# حسن أباد بوالفتح
حسن أباد بوالفتح (بالفارسية: حسن‌آباد بوالفتح) هي قرية تقع في قسم ليراوي الأوسط الريفي (مقاطعة ديلم) في إيران. يقدر عدد سكانها بـ 31 نسمة بحسب إحصاء 2016.